# Konstantin Schneider
Konstantin Schneider (Frunze, 17 febbraio 1975) è un lottatore tedesco, specializzato nella lotta greco-romana.

## Biografia
È nato a Frunze, l'odierna Biškek, all'epoca capitale della Repubblica Socialista Sovietica Kirghisa.
Ha gareggiato per il KSV Köllerbach di Püttlingen dove è stato allenato da suo padre Heinrich Schneider.
Ai mondiali di Créteil 2003 si è laureato vicecampione del mondo nei 74 chilogrammi, perdendo in finale con il russo Aleksey Glushkov.
Ha rappresentato la Germania ai Giochi olimpici estivi di Atene 2004 nel torneo dei pesi medi, piazzandosi secondo nel girone preliminare, composto dal russo Varteres Samurgašev, dall'ucraino Volodymyr Shatskykh e dallo svedese Mohammad Babulfath.
Ai mondiali di Budapest 2005 ha ottenuto la medaglia di bronzo nei 74 chilogrammi.
Ha fatto parte della spedizione olimpica tedesca ai Giochi olimpici di Pechino 2008, dove ha superato l'algerino Messaoud Zeghdane agli ottavi ed è stato estromesso dal tabellone principale dal georgiano Manuchar Kvirkvelia nei quarti di finale. Ai ripescaggi è stato battuto dal francese Christophe Guénot, poi vincitore del bronzo.

## Palmarès
- Mondiali

Créteil 2003: argento nei 74 kg;
Budapest 2005: bronzo nei 74 kg;